# 汎血球減少
汎血球減少（はんけっきゅうげんしょう、pancytopenia）は、血液中の赤血球・白血球・血小板の全ての血中細胞成分が全体的に減少する症候である。
貧血は赤血球系細胞の特異的な減少を示すが、貧血等の様に特定の細胞成分が減少することとは対照的に、汎血球減少は末梢血中の赤血球系細胞・白血球系細胞・血小板系細胞の内の複数の系統が同時に減少することをいう。なお、3系統のうち2系統が同時に減少する病態を、二血球減少（bicytopenia）という場合がある。

## 原因
造血幹細胞の異常等、血球産成作用が低下することによって本症候を来たす。

## 検査
通常、他の症例と区別するため、骨髄組織の検査を必要とする。

## 鑑別
鑑別すべき疾患として以下の物が重要である。
- 骨髄異形成症候群(MDS)
- 再生不良性貧血(AA)
- 巨赤芽球性貧血
- 発作性夜間血色素尿症(PNH)
- 血球貪食症候群(HLH)
- 悪性腫瘍の骨髄への転移
- 全身性エリテマトーデス(SLE)
- HIV感染
- パルボウイルスB-19感染
- 薬剤性汎血球減少 - まれではあるが、抗生物質・血圧安定剤などの投薬によって本症候を来たす場合もある。その場合、投薬中止が求められる。

## 参考サイト
- 汎血球減少（骨髄不全）：再生不良性貧血、MDS、PNH
- 特発性造血障害に関する調査研究班